# آن هوارد (صحفية)
آن هوارد (بالإنجليزية: Ann Howard) هي صحفية أسترالية، ولدت في 1942.